# 람보르기니 에스토크
람보르기니 에스토크(이탈리아어: Lamborghini Estoque)는 람보르기니에서 2008년에 출시된 4도어 세단이다.

## 개요

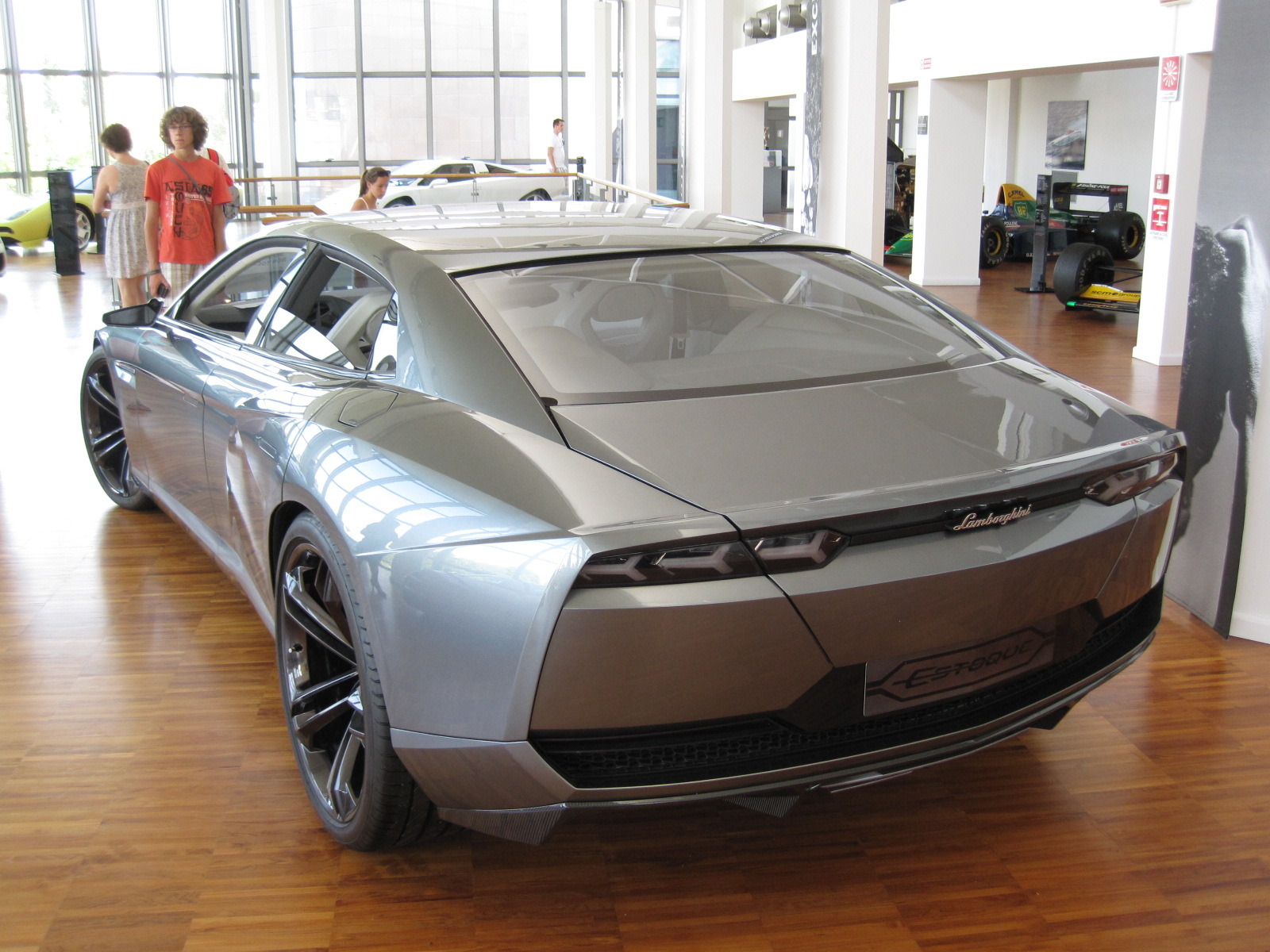
후면부

2008년 파리 모터쇼에서 공개되었으며LM002 유틸리티 차량 이후 람보르기니가 선보이는 최초의 프론트 엔진 차량이다. 에스토크는 "$230,000 4도어 세단에 대한 컨셉트"로 설명되었다.가야르도에 탑재된 5.2리터 V10 엔진이 있었지만 당시 람보르기니 브랜드 디렉터인 만프레드가 제안한 대로 V12, V8 또는 하이브리드 또는 터보 디젤 엔진으로 대체될 것이라는 추측이 있었다.

## 비디오 게임에서의 등장
- 아스팔트 6: 아드레날린
- 아스팔트 8: 에어본